# Claudia Paz y Paz
Claudia Paz y Paz Bailey (nascida em 1966) é especialista em direito penal, estudiosa, juíza e litigante que trabalhou por mais de 18 anos para fortalecer o sistema de justiça na Guatemala. Como a primeira procuradora-geral da Guatemala, de 2010 a 2014, ela fez progressos sem precedentes no julgamento do crime organizado, corrupção e violações dos direitos humanos.

## Carreira
Claudia Paz y Paz foi elogiada por seu processo agressivo contra o crime organizado na Guatemala (resultando em uma queda de 9% no crime) e posteriormente recebeu inúmeras ameaças contra sua vida. Ela também é conhecida por processar abusos de direitos humanos, incluindo casos de grande repercussão contra o ex-presidente Efraín Ríos Montt, indiciado por genocídio em janeiro de 2012, e contra os autores do massacre Dos Erres, cometido durante a ditadura deste último. Em seu mandato como procuradora-geral, Claudia Paz y Paz ganhou a reputação de ser a promotora mais apaixonada que a América Central já viu desde o fim da guerra em meados da década de 1990. Ela é a primeira policial guatemalteca a levar à justiça proeminentes violadores dos direitos humanos da era da guerra civil na Guatemala.
Durante o restante de seu mandato, Claudia Paz y Paz estabeleceu vários recordes. Mais traficantes de drogas foram presos nos primeiros seis meses de seu mandato do que na década anterior. Sob sua liderança, cinco dos 10 criminosos mais procurados da Guatemala foram capturados e 10 vezes mais casos de violência contra mulheres e de homicídio foram resolvidos do que em qualquer governo anterior. "Claudia Paz y Paz foi uma salvadora para a Guatemala. Vimos sentenças que pensávamos nunca antes serem possíveis em nosso país", disse Blanca Hernández, defensora dos direitos humanos cujo filho foi detido pelas forças de segurança e nunca mais foi visto por sua família. "Agora Rios Montt enfrenta acusações de genocídio. Seu trabalho tem sido incrível."
Claudia Paz y Paz é atualmente um membro ativo da Justice Leadership Initiative. Ela também é membro sênior do Escritório de Washington para a América Latina (WOLA). Claudia Paz y Paz também recebeu o Prêmio de Direitos Humanos WOLA 2014, que homenageia organizações ou indivíduos que têm sido exemplares na visão da WOLA de um mundo onde os direitos humanos e a justiça social são a base da política pública.

## Reconhecimento norte-americano e internacional
Em 2012, a revista Forbes nomeou Claudia Paz y Paz uma das "cinco mulheres mais poderosas que estão mudando o mundo". Em 2013, Claudia Paz y Paz recebeu o Prêmio Judith Lee Stronach de Direitos Humanos. Claudia Paz y Paz também foi considerada um dos principais candidatos ao Prêmio Nobel da Paz de 2013.
Em 15 de dezembro de 2011, o International Crisis Group realizou seu jantar de premiação "Em busca da paz". Claudia Paz y Paz foi uma das quatro mulheres homenageadas pela secretária de Estado dos EUA, Hillary Clinton, por sua dedicação em promover sociedades pacíficas, justas e abertas em algumas das regiões mais afetadas por conflitos do mundo.
Em 2012, a Associação de Estudos Latino-Americanos concedeu a Claudia Paz y Paz o LASA/Oxfam America Martin Diskin Memorial Lectureship, que homenageia indivíduos ilustres que combinam estudos rigorosos com um compromisso com o ativismo pelos direitos humanos.

## Educação
- Doutora em Direito Penal e Direitos Humanos, Universidade de Salamanca [14]
- J.D., Universidade Rafael Landivar[15]
- Doutora Honoris Causa, Universidade de Georgetown[15]

## Reconhecimento
Ela foi reconhecida como uma das 100 mulheres da BBC em 2013.